# André Hugon
André Hugon (17 de diciembre de 1886 – 22 de agosto de 1960) fue un director, guionista y productor de cine francés que se hizo famoso por dirigir películas mudas alrededor de 1913, particularmente en la década de 1920 y en el cine mudo.
Hugon nació en Argel en 1886, en ese momento, Argel era perteneciente de la Argelia francesa. Hugon dirigió 90 películas entre 1913 y 1952.

## Filmografía
- Flower of Paris (1916)
- The Gold Chignon (1916)
- The Jackals (1917)
- Anguish (1917)
- Vertigo (1917)
- Sharks (1917)
- A Crime Has Been Committed (1919)
- Mademoiselle Chiffon (1919)
- Jacques Landauze (1920)
- Worthless Woman (1921)
- The Fugitive (1920)
- The Black Diamond (1922)
- The Two Pigeons (1922)
- The Little Thing (1923)
- La gitanilla (1924)
- The Thruster (1924)
- The Princess and the Clown (1924)
- Yasmina (1927)
- The Temple of Shadows (1927)
- The Great Passion (1928)
- The Three Masks (1929)
- The Wedding March (1929)
- Levy and Company (1930)
- Moritz Makes his Fortune (1931)
- The Levy Department Stores (1932)
- Southern Cross (1932)
- Maurin of the Moors (1932)
- If You Wish It (1932)
- Mercadet (1936)
- The Marriages of Mademoiselle Levy (1936)
- Sarati the Terrible (1937)
- Street Without Joy (1938)